# Nicolae Orlovschi
Nicolae Orlovschi (ur. 1 kwietnia 1985) – mołdawski piłkarz grający na pozycji obrońcy. W reprezentacji Mołdawii zadebiutował w 2012 roku. Rozegrał w niej jedno spotkanie.